# Real Club de Golf La Barganiza
El Real Club de Golf La Barganiza es un club deportivo de golf situado en La Barganiza, en la parroquia de Anes del municipio de Siero (Asturias, España).

## Historia
Fue inscrito en la Real Federación Española de Golf en 1982. Disponía inicialmente de 9 hoyos y había sido diseñado por Víctor García de la Cruz, para más tarde completar los 18 hoyos bajo la dirección y diseño de Javier Núñez Martínez. A lo largo de su historia ha habido varios cambios de recorrido, uno propiciado por la ampliación a 18 hoyos y más recientemente se varió el inicio del recorrido, pasando de salir por un par 5 (actual hoyo 7), para salir por un par 3 (actual hoyo 1).

## Instalaciones
- Campo de golf de 18 hoyos, con riego automático.
- Campo de prácticas iluminado, con máquina automática, señalización de distancias, green y búnkeres de prácticas.
- Cuarto de Palos, con servicio de reserva de horas los fines de semana y capacidad para más de 400 carros eléctricos con sus correspondientes bolsas, así como para guardar más de veinte coches de golf (siete de los cuales son propiedad del club).
- 4 Putting green.
- Campo de croquet.
- 2 pistas de tenis.
- 1 pista de pádel.
- 3 piscinas (dos de ellas infantiles).
- 1 gimnasio.